# Nowy Zawód
Nowy Zawód (ukr. Новий Завод, Nowyj Zawod) – wieś na Ukrainie, w obwodzie żytomierskim, w rejonie pulińskim. W 2001 roku liczyła 579 mieszkańców.
Wieś powstała w XIX wieku. W czasach radzieckich w miejscowości znajdowała się siedziba kołchozu „Czerwony prapor”.